# نتوعا
نتوعا (بالعبرية:  נְטוּעָה، وتعني "مزروعة") هي مستوطنة موشاف تقع في شمال إسرائيل بالقرب من الحدود اللبنانية، وتتبع المجلس الإقليمي معاليه يوسف. بلغ عدد سكانها 323 نسمة في عام 2022.

## التاريخ
تأسست المستعمرة عام 1966 على يد سكان من موشافات محلية أخرى كجزء من خطة تهدف إلى تعزيز الاستيطان اليهودي في منطقة الجليل. تقع نتوعا على أراضي قريتي دير القاسي والمنصورة الفلسطينيتين، اللتين أفرغتا من سكانهما خلال حرب 1948 العربية-الإسرائيلية.
خلال الحرب بين حماس وإسرائيل في عام 2023، تعرضت المجتمعات الحدودية في شمال إسرائيل، بما في ذلك نتوعا، لهجمات من حزب الله وفصائل فلسطينية متمركزة في لبنان، وتم إجلاء سكانها.